# Communistische Partij van Venezuela
Communistische Partij van Venezuela (Spaans: Partido Comunista de Venezuela, PCV) is een communistische partij in Venezuela, de partij is in 1931 opgericht. De leider van de partij is Pedro Ortega. De partij publiceert het Tribuna Popular. De jongerenorganisatie gelieerd aan de partij is Juventud Comunista de Venezuela.
Bij de parlementsverkiezingen van 2010 kreeg de partij 3 zetels.